# Dammene ancora
Dammene ancora è  il sesto album in studio dei Sud Sound System, pubblicato dall'etichetta V2 il 2 maggio 2008. L'album raggiunge la quinta posizione della classifica ufficiale FIMI.

## Tracce
1. Dammene Ancora
2. La Gioia Ca Crea
3. Comu Na Fiata
4. Sartana
5. Una Sula
6. Italiano Jamaicano
7. Te Paru A Mie
8. Piano
9. Lu Profumu Tou
10. Violenza, Crimini E Povertà
11. La Ballata Del Precario
12. Chiedersi Come Mai (feat. Neffa)
13. La Brava Gente
14. No Per Onore
15. Lu Business Cumanna
16. Me Piaci Mare
17. She Gwaan (Me Piaci Comu Stai)
18. Long Time